# Orativ (huyện)
Huyện Orativ (tiếng Ukraina: Оратівський район, chuyển tự: Orativs’kyi raion) là một huyện của tỉnh Vinnytsia thuộc Ukraina. Huyện Orativ có diện tích 874 km², dân số theo điều tra dân số ngày 5 tháng 12 năm 2001 là 27345 người với mật độ 31 người/km2. Trung tâm huyện nằm ở Orativ.